# Empoli Football Club 1947-1948
Questa voce raccoglie le informazioni riguardanti l'Empoli Football Club nelle competizioni ufficiali della stagione 1947-1948.

## Rosa
| N. |                   | Ruolo | Calciatore        |
| -- | ----------------- | ----- | ----------------- |
|    | Italia (bandiera) | P     | Loris Borgioli    |
|    | Italia (bandiera) | C     | Renzo Carbonari   |
|    | Italia (bandiera) | A     | Ercole Castaldo   |
|    | Italia (bandiera) | C     | Lido Catelli      |
|    | Italia (bandiera) | C     | Enzo Cozzolini    |
|    | Italia (bandiera) | P     | Natale De Vitali  |
|    | Italia (bandiera) | A     | Vittorio Ercoli   |
|    | Italia (bandiera) | A     | Franco Faraoni    |
|    | Italia (bandiera) | D     | Adamello Freschi  |
|    | Italia (bandiera) | C     | Umberto Gagliardi |
|    | Italia (bandiera) | A     | Tommaso Galeotti  |

| N. |                   | Ruolo | Calciatore             |
| -- | ----------------- | ----- | ---------------------- |
|    | Italia (bandiera) | D     | Manrico Guerrieri      |
|    | Italia (bandiera) | A     | Luciano Degl'Innocenti |
|    | Italia (bandiera) | D     | Luigi Lorini           |
|    | Italia (bandiera) | A     | Amos Mariani           |
|    | Italia (bandiera) | A     | Andrea Marzani         |
|    | Italia (bandiera) | A     | Franco Meneghetti      |
|    | Italia (bandiera) | A     | Gian Luigi Monti       |
|    | Italia (bandiera) | C     | Franco Prina           |
|    | Italia (bandiera) | A     | Enrico Rovini          |
|    | Italia (bandiera) | D     | Ulrico Sani            |
|    | Italia (bandiera) | A     | Sergio Ulivieri        |

## Risultati

### Campionato

#### Girone di andata
| 14 settembre 1947 1ª giornata | Siracusa | 2 – 1 referto | Empoli |  |

| 21 settembre 1947 2ª giornata | Palermo | 0 – 0 referto | Empoli |  |

| 28 settembre 1947 3ª giornata | Empoli | 4 – 2 referto | Ternana |  |

| 5 ottobre 1947 4ª giornata | Nocerina | 1 – 0 referto | Empoli |  |

| 12 ottobre 1947 5ª giornata | Empoli | 1 – 0 referto | Pisa |  |

| 19 ottobre 1947 6ª giornata | Perugia | 1 – 0 referto | Empoli |  |

| 26 ottobre 1947 7ª giornata | Empoli | 3 – 0 referto | Scafatese |  |

| 2 novembre 1947 8ª giornata | Siena | 1 – 0 referto | Empoli |  |

| 16 novembre 1947 9ª giornata | Empoli | 3 – 1 referto | Lecce |  |

| 23 novembre 1947 10ª giornata | Empoli | 1 – 1 referto | Gubbio |  |

| 30 novembre 1947 11ª giornata | Arsenaltaranto | 3 – 1 referto | Empoli |  |

| 7 dicembre 1947 12ª giornata | Empoli | 3 – 0 referto | Brindisi |  |

| 21 dicembre 1947 13ª giornata | Pescara | 6 – 1 referto | Empoli |  |

| 28 dicembre 1947 14ª giornata | Empoli | 0 – 1 referto | Anconitana |  |

| 4 gennaio 1948 15ª giornata | Rieti | 0 – 2 referto | Empoli |  |

| 11 gennaio 1948 16ª giornata | Empoli | 1 – 0 referto | Torrese |  |

| 18 gennaio 1948 17ª giornata | Empoli | 1 – 1 referto | Cosenza |  |

#### Girone di ritorno
| 15 febbraio 1948 18ª giornata | Empoli | 1 – 1 referto | Siracusa |  |

| 22 febbraio 1948 19ª giornata | Empoli | 0 – 0 referto | Palermo |  |

| 29 febbraio 1948 20ª giornata | Ternana | 4 – 3 referto | Empoli |  |

| 7 marzo 1948 21ª giornata | Empoli | 1 – 0 referto | Nocerina |  |

| 14 marzo 1948 22ª giornata | Pisa | 1 – 1 referto | Empoli |  |

| 21 marzo 1948 23ª giornata | Empoli | 4 – 1 referto | Perugia |  |

| 28 marzo 1948 24ª giornata | Scafatese | 1 – 0 referto | Empoli |  |

| 11 aprile 1948 25ª giornata | Empoli | 1 – 0 referto | Siena |  |

| 17 aprile 1948 26ª giornata | Lecce | 2 – 1 referto | Empoli |  |

| 25 aprile 1948 27ª giornata | Gubbio | 0 – 2 referto | Empoli |  |

| 2 maggio 1948 28ª giornata | Empoli | 1 – 0 referto | Arsenaltaranto |  |

| 9 maggio 1948 29ª giornata | Brindisi | 1 – 3 referto | Empoli |  |

| 23 maggio 1948 30ª giornata | Empoli | 1 – 0 referto | Pescara |  |

| 30 maggio 1948 31ª giornata | Anconitana | 1 – 0 referto | Empoli |  |

| 6 giugno 1948 32ª giornata | Empoli | 3 – 1 referto | Rieti |  |

| 13 giugno 1948 33ª giornata | Torrese | 2 – 4 referto | Empoli |  |

| 20 giugno 1948 34ª giornata | Cosenza | 1 – 2 referto | Empoli |  |

## Statistiche

### Statistiche di squadra
| Competizione       | Punti | In casa | In casa | In casa | In casa | In casa | In casa | In trasferta | In trasferta | In trasferta | In trasferta | In trasferta | In trasferta | Totale | Totale | Totale | Totale | Totale | Totale | DR  |
| Competizione       | Punti | G       | V       | N       | P       | Gf      | Gs      | G            | V            | N            | P            | Gf           | Gs           | G      | V      | N      | P      | Gf     | Gs     | DR  |
| ------------------ | ----- | ------- | ------- | ------- | ------- | ------- | ------- | ------------ | ------------ | ------------ | ------------ | ------------ | ------------ | ------ | ------ | ------ | ------ | ------ | ------ | --- |
| Serie B - girone C | 40    | 17      | 12      | 4       | 1       | 29      | 9       | 17           | 5            | 2            | 10           | 21           | 27           | 34     | 17     | 6      | 11     | 50     | 36     | +14 |

### Statistiche dei giocatori
| Giocatore         | Serie B  | Serie B |
| Giocatore         | Presenze | Reti    |
| ----------------- | -------- | ------- |
| L. Borgioli       | 26       | -?      |
| R. Carbonari      | 14       | 0       |
| E. Castaldo       | 16       | 7       |
| L. Catelli        | 31       | 0       |
| E. Cozzolini      | 18       | 4       |
| N. De Vitali      | 8        | -?      |
| V. Ercoli         | 6        | 1       |
| F. Faraoni        | 1        | 0       |
| A. Freschi        | 26       | 1       |
| U. Gagliardi      | 17       | 0       |
| T. Galeotti       | 21       | 10      |
| M. Guerrieri      | 19       | 0       |
| L. Degl'Innocenti | 10       | 0       |
| L. Lorini         | 32       | 0       |
| A. Mariani        | 2        | 0       |
| A. Marzani        | 32       | 12      |
| F. Meneghetti     | 25       | 7       |
| G. Monti          | 30       | 3       |
| F. Prina          | 14       | 0       |
| L. Puccioni       | 9        | -?      |
| E. Rovini         | 3        | 1       |
| U. Sani           | 15       | 0       |
| S. Ulivieri       | 8        | 1       |